# Список президентов Намибии
Список президентов Намибии включает лиц, являвшихся главой государства Намибии после обретения ею независимости в 1990 году.
В настоящее время главой государства и правительства является Президент Намибии (англ. President of Namibia). Согласно действующей редакции конституции, президент избирается всенародным голосованием на 5 лет с правом однократного переизбрания. Он обязан советоваться с Кабинетом министров и выступать перед Парламентом с ежегодным посланием о положении в стране и планах правительства. Глава государства и Кабинет министров обязаны присутствовать в Парламенте на обсуждении бюджета. Президент может распустить Национальное собрание (нижнюю палату парламента), назначать специальные сессии, вести международные переговоры и подписывать договоры, объявлять военное положение, а также учреждать или упразднять министерства и назначать или увольнять министров. В случае вакантности поста обязанности президента исполняет вице-президент.
Использованная в первом столбце таблиц нумерация является условной; также условным является использование в первом столбце цветовой заливки, служащей для упрощения восприятия принадлежности лиц к различным политическим силам без необходимости обращения к столбцу, отражающему партийную принадлежность. В столбце «Выборы» отражены состоявшиеся выборные процедуры или иные основания получения полномочий. Для удобства список дополнен разделом «Обзор», призванным пояснить особенности политической жизни страны.

## Обзор
В июле 1915 года в ходе Первой мировой войны Южно-Африканский Союз (ЮАС) оккупировал территорию Германской Юго-Западной Африки (современная Намибия), а в декабре 1920 года в соответствии с положениями Версальского договора получил мандат Лиги Наций на её управление. В 1946 году после Второй мировой войны и создания Организации Объединённых Наций все подмандатные территории перешли под юрисдикцию Совета по опеке ООН. Страна была преобразована в подопечную территорию ООН. Однако руководство ЮАС отказалось работать в рамках Совета, стремясь интегрировать Юго-Западную Африку (ЮЗА), превратив её в одну из провинций страны. В 1958 году возникла Организация народа Овамболенда, ставшая в 1960 году основой для создания национальной партии коренного населения страны — Организации народов Юго-Западной Африки (СВАПО) во главе с Сэмюэлем Нуйомой.
27 октября 1966 года Генеральная Ассамблея ООН отменила мандат ЮАР на управление ЮЗА, признав дальнейший контроль территории оккупацией. В мае 1967 года был учреждён Совет ООН по Юго-Западной Африке — переходный орган до предоставления стране независимости. В июне 1968 года по решению ООН Юго-Западная Африка была переименована в Намибию. Руководствуясь принципом самоопределения народов колоний и зависимых территорий, ООН подтвердила законность вооружённой борьбы намибийцев за независимость, а в 1973 году признала СВАПО «единственным законным представителем» народа Намибии. В 1978 году Совет Безопасности ООН принял резолюцию № 435 о предоставлении независимости Намибии. Однако правительство ЮАР пыталось сохранить контроль над страной. В 1977 году была создана партия Демократический альянс Турнхалле, а в декабре 1978 года южноафриканскими властями проведены выборы в Национальное собрание, результаты которых не признали СВАПО, ООН и ОАЕ. В январе 1983 года из-за внутренних разногласий Национальное собрание было распущено, законодательная и исполнительная власть перешли к генеральному администратору ЮАР. В 1985 года власти ЮАР сформировали в Намибии марионеточное Переходное правительство национального единства.
22 декабря 1988 года в Нью-Йорке при участии Анголы, Кубы и ЮАР было подписано соглашение по Юго-Западной Африке. В соответствии с ним в феврале 1989 года переходное правительство было распущено, а власть передана генеральному администратору ЮАР, действовавшему под контролем представителя генерального секретаря ООН. В течение года при содействии Группы ООН по оказанию помощи Намибии из страны были частично выведены войска и администрация ЮАР, созданы условия для проведения всеобщих выборов и формирования национальных органов власти. В ноябре состоялись выборы в Учредительное собрание, победу на которых одержала СВАПО. В феврале 1990 года Собрание единогласно приняло конституцию и избрало Сэмюэля Нуйому президентом страны. 21 марта была провозглашена независимость Республики Намибия (англ. Republic of Namibia).
После провозглашения независимости Намибия потребовала возвращения ей зоны Уолфиш-Бей, которой как частью Намибии до 1977 года управляла ЮАР, после чего включила её в состав своей Капской провинции. В 1992 году ЮАР согласилась на совместное управление анклава, а в 1994 году передала всю территорию Уолфиш-Бея Намибии. На парламентских выборах в том же году СВАПО укрепила свои политические позиции. В ноябре 1998 года была принята поправка к конституции, разрешавшая Нуйоме баллотироваться на третий срок. На выборах 1999 года он вновь был избран президентом. В 2004 году на всеобщих выборах большинство мест в обоих палатах парламента получила СВАПО. 21 марта 2005 года президентом Намибии стал преемник Нуйомы Хификепунье Похамба.

## Список
Курсивом и серым цветом выделены даты начала и окончания полномочий вице-президента Нанголо Мбумбы, временно замещавшего президента Хаге Гейнгоба, находившегося на лечении в США.
|           | Портрет        | Имя (годы жизни)                                                                                      | Полномочия     | Полномочия     | Партия                                  | Выборы      | Пр.                         |
| Начало    | Портрет        | Имя (годы жизни)                                                                                      | Окончание      |                | Партия                                  | Выборы      | Пр.                         |
| --------- | -------------- | --- | -------------- | -------------- | --------------------------------------- | ----------- | --------------------------- |
| 1 (I—III) |                | Сэмюэль Дэниел Шафиишуна Нуйома (1929—2025) англ. Samuel Daniel Shafiishuna Nujoma                    | 21 марта 1990  | 21 марта 1995  | Организация народов Юго-Западной Африки | 1989        | [ 14 ] [ 15 ] [ 16 ] [ 17 ] |
| 1 (I—III) | 21 марта 1995  | Сэмюэль Дэниел Шафиишуна Нуйома (1929—2025) англ. Samuel Daniel Shafiishuna Nujoma                    | 21 марта 2000  | 1994           | Организация народов Юго-Западной Африки |             | [ 14 ] [ 15 ] [ 16 ] [ 17 ] |
| 1 (I—III) | 21 марта 2000  | Сэмюэль Дэниел Шафиишуна Нуйома (1929—2025) англ. Samuel Daniel Shafiishuna Nujoma                    | 21 марта 2005  | 1999           | Организация народов Юго-Западной Африки |             | [ 14 ] [ 15 ] [ 16 ] [ 17 ] |
| 2 (I—II)  |                | Хификепунье Лукас Похамба (1935—) англ. Hifikepunye Lucas Pohamba                                     | 21 марта 2005  | 21 марта 2010  | Организация народов Юго-Западной Африки | 2004        | [ 18 ] [ 19 ] [ 20 ] [ 21 ] |
| 2 (I—II)  | 21 марта 2010  | Хификепунье Лукас Похамба (1935—) англ. Hifikepunye Lucas Pohamba                                     | 21 марта 2015  | 2009           | Организация народов Юго-Западной Африки |             | [ 18 ] [ 19 ] [ 20 ] [ 21 ] |
| 3 (I—II)  |                | Хаге Готфрид Гейнгоб (1941—2024) англ. и нем. Hage Gottfried Geingob                                  | 21 марта 2015  | 21 марта 2020  | Организация народов Юго-Западной Африки | 2014        | [ 22 ] [ 23 ] [ 24 ] [ 25 ] |
| 3 (I—II)  | 21 марта 2020  | Хаге Готфрид Гейнгоб (1941—2024) англ. и нем. Hage Gottfried Geingob                                  | 4 февраля 2024 | 2019           | Организация народов Юго-Западной Африки |             | [ 22 ] [ 23 ] [ 24 ] [ 25 ] |
| и. о.     |                | Нанголо Мбумба (1941—) англ. Nangolo Mbumba (урожд. Генрих Кляйн Нанголо нем. Heinrich Klein Nangolo) | 24 января 2024 | 4 февраля 2024 | Организация народов Юго-Западной Африки | [ комм. 2 ] | [ 26 ] [ 27 ] [ 28 ] [ 29 ] |
| 4         | 4 февраля 2024 | Нанголо Мбумба (1941—) англ. Nangolo Mbumba (урожд. Генрих Кляйн Нанголо нем. Heinrich Klein Nangolo) | 21 марта 2025  | [ комм. 3 ]    | Организация народов Юго-Западной Африки |             | [ 26 ] [ 27 ] [ 28 ] [ 29 ] |
| 5         |                | Ндемупелила Нетумбо Нанди-Ндайтва (1952—) англ. Ndemupelila Netumbo Nandi-Ndaitwah                    | 21 марта 2025  | действующий    | Организация народов Юго-Западной Африки | 2024        | [ 30 ] [ 31 ] [ 32 ] [ 33 ] |